# アンボイナガイ
アンボイナガイ（学名 Conus geographus）は、腹足綱新腹足目イモガイ科に分類される巻貝の一種。インド太平洋のサンゴ礁域に広く分布する。口内に猛毒を注入する毒針を隠し持ち、刺毒による死者や重症者が多いことで知られる。日本の貝類図鑑では単にアンボイナと表記されることも多い。沖縄県ではハブガイ（波布貝）、ハマナカー（浜中）とも呼ばれる。英名はGeography cone, Geographic coneなどが一般的である他、刺された人間が煙草を一本吸うほどの余裕しかないという逸話からCigarette snailと呼ばれたこともあった。

## 形態
殻高10cm前後だが、大型個体は殻高13cmを超え、イモガイ類の中でも大型種である。貝殻はイモガイ類にしては薄く、殻口が広い。特に殻底付近で殻口が幅広く開く。螺塔（巻き）は低いが肩はよく角張り、ごく低い結節（角状の突起）が並ぶ。貝殻の色は褐色-赤褐色で、白い三角形の鱗雲のような斑点が多数散らばる。雲状斑が少ない領域もあり、遠目に見ると体層に2-3本の色帯があるように見える。
三角斑のあるイモガイは他にも多く知られるが、本種の三角斑は縁取りの線がなく、かすれる。近縁のシロアンボイナ C.(G.) tulipaは殻表の白色部が多く殻口内が紫色を帯びること、ムラサキアンボイナ C.(G.) obscurus は螺塔の結節がなく紫色が強いことで区別できる。
歯舌は長さ1cm・太さ0.2-0.3mmほどで、魚の小骨のような形状だが、長い毒管を通じて毒嚢に繋がる。先端に「返し」もあり、刺さると抜けにくい。歯舌は口内の歯舌嚢に収納しているが、餌を捕食する時に吻から突き出し、刺したものに毒を注入する。吻は殻高と同程度の長さに伸ばすことができ、捕食時には大きく広がる。

## 生態
アフリカ東岸からポリネシアまで、インド太平洋の熱帯海域に広く分布する。日本では伊豆諸島・紀伊半島以南に分布し、ハワイ諸島には分布しない。アンボイナという和名はインドネシアの港湾都市アンボンに由来するが、これはその近海で本種が多産するためといわれる。
浅海のサンゴ礁に多く生息するが、夜行性で昼間は石の下などに潜んでいるため、人目に付きにくい。夜に活動し始め、小魚に接近すると吻を長く伸ばし、歯舌を矢のように飛ばして毒を注入する。次に口を袋状に大きく広げ、毒で麻痺した小魚を丸呑みにする。陸海空のあらゆる生物の中で最強の毒を持つとされるが、それは誤りである。それでも、毒性の強さはオオスズメバチやカツオノエボシ以上である。
天敵は貝食性イモガイ（タガヤサンミナシなど）や甲殻類（強力な鋏脚を持つガザミなどワタリガニ科や貝食性に特化したヤマトカラッパなどカラッパ科をはじめとしたカニ、イセエビなど）である。種によっては人間をも死に至らしめるほどの猛毒を持つ毒銛も、頑丈な甲殻で全身を覆った甲殻類には通用せず、為す術もなく食べられてしまう。

### 毒
アンボイナは餌の魚だけでなく、人を刺すこともある。イモガイ類の毒はコノトキシンという神経毒だが、本種はイモガイ類の中でも特に死者や重症者が多い。毒性の強さはインドコブラの37倍と言われるうえに血清もないので、刺された場合は一刻も早く心臓に近い箇所を紐などで縛って毒を吸い出し、ただちに医療機関を受診するよう呼びかけられている。ヒトに対する致死量は、成人では1-3μg/kg程度と推定される。マウスに対する半数致死量は20μg/kgである。
刺される事故は漁、潜水、潮干狩りなどで発生している。また、漁獲したものを子供が手に取り、いじるなどして刺された例もある。沖縄ではアンボイナによく似ているマガキガイが多く漁獲されているため、誤認による事故も多い。1996年に発表された報告によれば、沖縄県や鹿児島県で少なくとも23人がアンボイナに刺され、8人が死亡している。ただし、この報告では記録されていない事故も多いとされるほか、サンゴ礁域での水死事例の中には体力や水泳技術が充分な人も含まれていることから、実はイモガイ類、ヒョウモンダコ、オニダルマオコゼなどの有毒生物による死者が含まれるのではないかとも指摘している。
刺された際の痛みは小さいものの、応急処置をしないと20分ほどで喉の渇き、めまい、歩行困難、血圧低下、呼吸困難などの症状が現れ、重篤な場合は数時間で死に至る。毒の作用は末梢神経の伝達を阻害して随意筋を麻痺させるものであり、中枢神経や心筋などへの障害は現れないため、刺された場合は人工呼吸器による補助を与え、毒が代謝されるのを待つ対症療法を行うこととなる。症状のピークは刺されてから5-6時間後で、12時間以降は生命の危機を脱し、後遺症もほとんどないとされている。
最近の研究により、アンボイナが獲物を気絶させる手段としてある種のインスリンを主成分とした毒を用いていることが明らかとされている。この毒はニルヴァーナ・カバル（Nirvana cabal, コナントキン類）と呼ばれる混合毒であるが、そのインスリンは一般的に知られているものとは異なり、魚類が持つインスリンの効能を削ぎ落としたものを主成分にしていると見られる。なお、この毒が魚の鰓を通過すると、魚は低血糖性ショックによる昏睡状態に近い麻痺を起こす。その後、アンボイナは昏睡状態に陥った獲物の上に毛布を拡げるように大口を覆い被せて取り込むと、動けなくなった魚が完全に麻痺するようにさらなる毒を注入するという、念には念を入れるかのような止めを刺すのである。こういった手法はシロアンボイナも用いることが確認されている。なお、自らのインスリンを捕食目的の武器として使用するのはアンボイナとシロアンボイナのみであり、他の貝類や既知の生命体の種族には見受けられない特徴となっている。
沖縄県でアンボイナを「ハマナカー」と呼ぶのは、本種に刺されると手当てどころか「浜の半ば」あたりで死んでしまうことを意味している。また、猛毒を毒ヘビのハブになぞらえ、「ハブガイ」（波布貝）とも呼ばれる。例として、シュノーケリングで貝採集をしていて刺された人物は最初、蚊に刺された程度の痛みに採集を続け、30分後に岸に帰ろうとしてめまいなどの症状に気づいた。浜を歩いたところで歩行困難となり、付近の人に救助されて事なきを得たが、1人ではたどり着けなかっただろうといった報告がある。英名の1つである "Cigarette snail" （シガレット・スネイル、たばこの巻貝）には、「刺されて死ぬまでに煙草一服くらいの時間しかない」という意味が込められている。
なお、肉自体に毒はないことから、他のイモガイ類と同様に食用にもできる。また、貝殻はコレクションの対象にもなる。